# Giovanni Moruzzi
Giovanni Moruzzi (Parma, 19 novembre 1904 – Bologna, 10 aprile 1990) è stato un biochimico italiano.

## Biografia
Studiò all'Università degli Studi di Parma, laureandosi in chimica nel 1927 e in farmacia l'anno successivo. Iniziò la sua carriera accademica nella sua Alma Mater, prima come assistente e nel 1934 come professore di Chimica Biologica. Nel 1939 conseguì una nuova laurea, in medicina e chirurgia, e nel 1942 fu nominato dall'Università di Bologna professore di Chimica Biologica presso la facoltà di medicina e chirurgia, fondando lo stesso anno l'Istituto di Chimica Biologica di Bologna, che diresse per 36 anni.
Ebbe notorietà internazionale grazie alle ricerche compiute insieme al premio Nobel Richard Kuhn sulle lactoflavine, pubblicate nella metà degli anni '30. Furono inoltre di grande rilievo le sue ricerche nel campo delle poliammine alifatiche naturali, dei fattori proteici animali (FPA), della biochimica della nutrizione (in particolare gli studi riguardanti la sindrome di Kwashiorkor) e dell'ormone ipofisario corticotropo (ACTH).
Nel 1959 fu insignito del premio Feltrinelli per la medicina.